# Peucestes de Mieza
Peucestes de Mieza (Peucestas, Πέστας), fill d'Alexandre, fou un militar macedoni nadiu de Mieza a Macedònia.
Va estar al servei d'Alexandre el Gran que el va nomenar comandant d'un trirrem al riu Hidaspes, segons Flavi Arrià. És la primera vegada que se'l menciona, i amb un càrrec d'importància però és evident que ja s'hauria destacat donant proves de valor, perquè Alexandre el va escollir per portar davant d'ell l'escut sagrat que havia pres del temple d'Atena a Ílion. Amb aquest càrrec va estar prop del rei en l'assalt a la ciutat principals de Malwa i alguns autors diuen que va salvar la vida al rei en aquella ocasió.
Alexandre li va conferir diverses altes distincions per aquest fet, i a la tornada a Persèpolis el va nomenar sàtrapa de Persis i el va fer Somatophylakes, o guàrdia personal del rei, un càrrec important per estar ocupat per pocs generals. A Susa va ser el primer a qui el rei va concedir una corona d'or. Com a governador de Persis es va guanyar el favor dels seus administrats i del mateix Alexandre, i va adoptar tots els costums i vestimenta perses.
A la primavera del 323 aC es va reunir amb el rei a Babilònia amb un exèrcit de 20000 homes, i es diu que va ser un dels que el va atendre a la darrera malaltia.
A la mort d'Alexandre no va prendre part a les discussions pel repartiment del poder, però tot i així se li va renovar el govern de Persis, que també va conservar a la partició de Triparadisos l'any 321 aC.
El 317 aC es va veure obligat a prendre part activa a la guerra entre Antígon el Borni i Èumenes de Càrdia, i va rebre el comandament de les forces de totes les satrapies a l'est del Tigris; no va aconseguir la direcció suprema però Èumenes el va saber retenir al seu bàndol durant les següents campanyes, i celebrava les victòries amb una magnificència reial. La derrota final a la Batalla de Gabiene, prop de Gadamarta el 316 aC amb la rendició i posterior execució d'Èumenes, on sembla que Peucestes hi va jugar algun paper per la seva mala conducta i insubordinació, el va privar de la seva satrapia però Antígon, que va veure el seu caràcter ambiciós, va decidir agafar-lo al seu servei i li va fer diverses promeses que mai es van complir.